# Comtat d'Ornois
El comtat d'Ornois fou una jurisdicció feudal del regne de Germània formada al pagus Odornense de situació incerta. Només consta un comte, Bernat que tenia el comtat fins al tractat de Meerssen del 8 d'agost de 870, quan fou adjudicat a Lluís el Germànic; el comtat de Toul (comitatum Tullense alid Odornense, comtat de Toul diferent de l'Ornois) que tenia Tetmarus fou adjudicat a Carles II el Calb. La seva situació és dubtosa i Vanderkindere pensa que es podria situar al llarg del riu Ornain (afluent del Marne) als deganats de Ligy o Dammaria (Alt Ornois) i Gondrecourt i Reynel (Baix Ornois); també podria estar al límit oriental de l'Alta Lotaríngia entre el Perthois a França i el Soulossois; o bé al nord de Verdun seguint el riu Orne afluent del Mosel·la. No obstant els territoris en aquesta zona no foren assignats en cap altre cas a Lluís sinó a Carles, el que suggereix que podria estar en un altre lloc. Bernat només és esmentat una vegada, en el mateix tractat de Meerssen, quan es diu "comitatus Odornense, quod Bernardus habuit". Posteriorment aquest comtat va desaparèixer integrat bé al de Toul o potser al de Verdun que apareix vers el 900.